# Picaresque
Picaresque è il terzo album in studio del gruppo musicale rock statunitense The Decemberists, pubblicato nel 2005.

## Tracce
1. The Infanta – 5:07
2. We Both Go Down Together – 3:04
3. Eli, the Barrow Boy – 3:11
4. The Sporting Life – 4:38
5. The Bagman's Gambit – 7:02
6. From My Own True Love (Lost at Sea) – 3:42
7. 16 Military Wives – 4:52
8. The Engine Driver – 4:15
9. On the Bus Mall – 6:04
10. The Mariner's Revenge Song – 8:45
11. Of Angels and Angles – 2:27